# Nipoã (kommun)
Nipoã är en kommun i Brasilien.   Den ligger i delstaten São Paulo, i den södra delen av landet, 600 km söder om huvudstaden Brasília. Antalet invånare är 4 274.
Följande samhällen finns i Nipoã:
- Nipoã

Omgivningarna runt Nipoã är en mosaik av jordbruksmark och naturlig växtlighet. Runt Nipoã är det ganska glesbefolkat, med 26 invånare per kvadratkilometer.